# Olympische Sommerspiele 1984/Leichtathletik – Weitsprung (Männer)

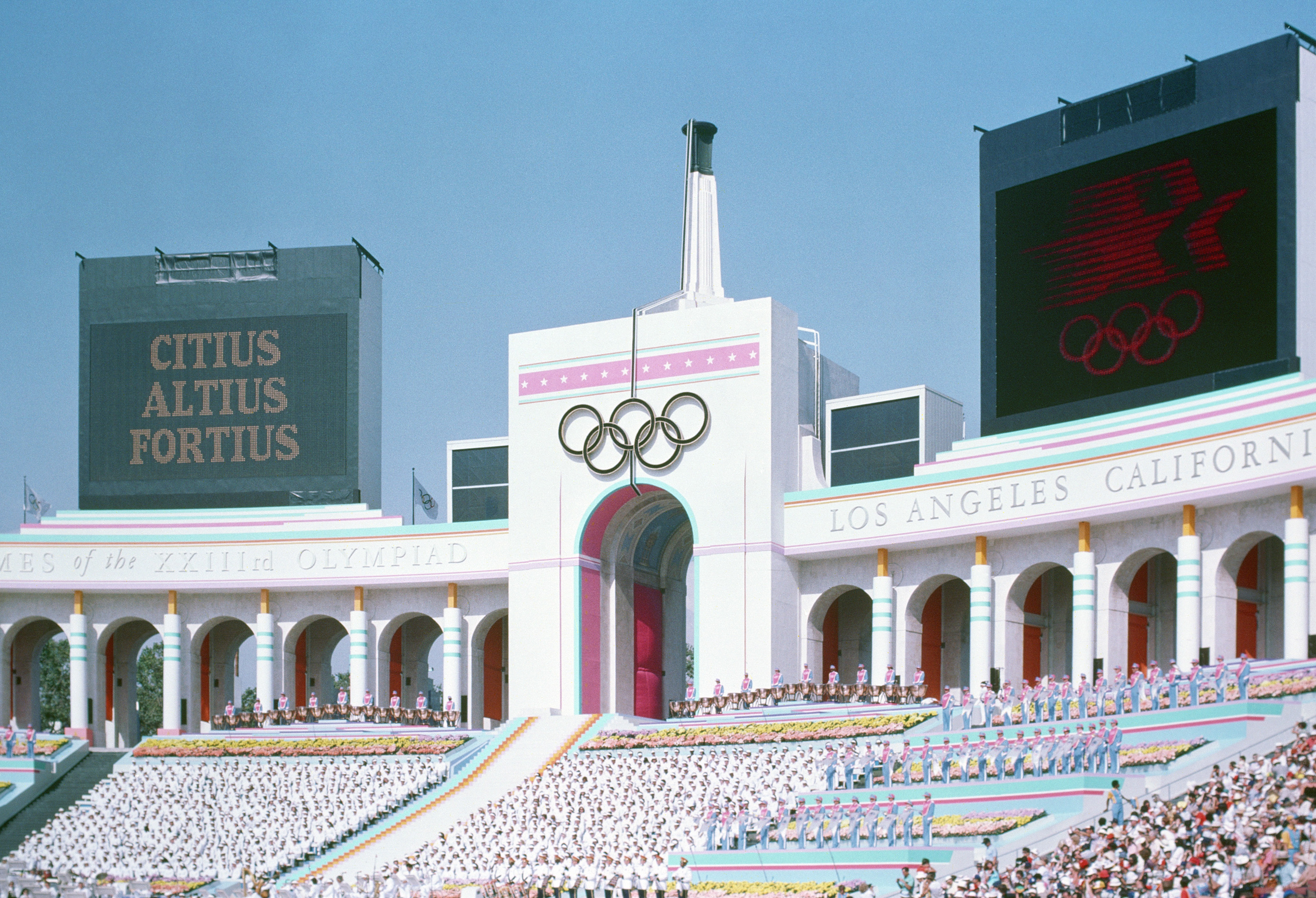
Blick auf des Eingangstor des Los Angeles Memorial Coliseum

Der Weitsprung der Männer bei den Olympischen Spielen 1984 in Los Angeles wurde am 5. und 6. August 1984 im Los Angeles Memorial Coliseum ausgetragen. 31 Athleten nahmen teil.
Olympiasieger wurde der US-Amerikaner Carl Lewis, der vor dem Australier Gary Honey gewann. Bronze ging an den Italiener Giovanni Evangelisti.
Die Schweiz wurde durch René Gloor vertreten, der in der Qualifikation ausschied.
Springer aus der Bundesrepublik Deutschland, Österreich und Liechtenstein nahmen nicht teil. Athleten aus der DDR waren wegen des Olympiaboykotts ebenfalls nicht dabei.

## Aktuelle Titelträger
| Olympiasieger 1980                      | Lutz Dombrowski ( DDR)             | 8,54 m | Moskau 1980   |
| Weltmeister 1983                        | Carl Lewis ( USA)                  | 8,55 m | Helsinki 1983 |
| Europameister 1982                      | Lutz Dombrowski ( DDR)             | 8,41 m | Athen 1982    |
| Panamerikanischer Meister 1983          | Jaime Jefferson ( Kuba)            | 8,03 m | Caracas 1983  |
| Zentralamerika und Karibik-Meister 1983 | Juan Felipe Ortíz ( Kuba)          | 8,04 m | Havanna 1983  |
| Südamerika-Meister 1983                 | Osvaldo Frigerio ( Argentinien)    | 7,51 m | Santa Fe 1983 |
| Asienmeister 1983                       | Liu Yuhuang ( Volksrepublik China) | 7,97 m | Kuwait 1983   |
| Afrikameister 1982                      | Doudou N’Diaye ( Senegal)          | 7,62 m | Kairo 1982    |

## Bestehende Rekorde
| Weltrekord         | 8,90 m | Bob Beamon ( USA) | Finale OS Mexiko-Stadt, Mexiko | 18. Oktober 1968 |
| Olympischer Rekord | 8,90 m | Bob Beamon ( USA) | Finale OS Mexiko-Stadt, Mexiko | 18. Oktober 1968 |

Der bestehende olympische Rekord, gleichzeitig Weltrekord, wurde bei diesen Spielen nicht erreicht. Mit seinem weitesten Sprung auf 8,54 m verfehlte Olympiasieger Carl Lewis den Rekord im Finale um 36 Zentimeter.

## Legende
Kurze Übersicht zur Bedeutung der Symbolik – so üblicherweise auch in sonstigen Veröffentlichungen verwendet:
| – | verzichtet                                 |
| x | ungültig                                   |
| w | Windunterstützung über dem zulässigen Wert |
| r | Wettkampf nicht fortgesetzt (retired)      |

## Qualifikation
Datum: 5. August 1984
Für die Qualifikation wurden die Athleten in zwei Gruppen gelost. Sieben von ihnen übertrafen die direkte Finalqualifikationsweite von 7,90 m Damit war die Mindestanzahl von zwölf Finalteilnehmern nicht erreicht. So wurde das Finalfeld nach den nächstbesten Weiten mit fünf weiteren Wettbewerbern – hellgrün unterlegt – auf zwölf Athleten aufgefüllt. Das Finale wurde m 6. August ausgetragen.

### Gruppe A

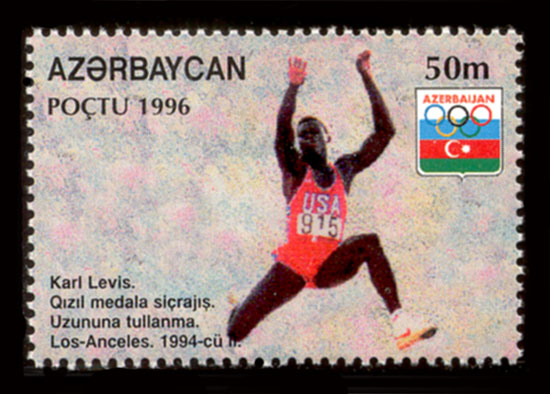
Carl Lewis beim Weitsprung, dargestellt auf einer Briefmarke

| Platz | Name               | Nation              | 1. Versuch (m) Wind (m/s) | 2. Versuch (m) Wind (m/s) | 3. Versuch (m) Wind (m/s) | Resultat (m) |
| 1     | Carl Lewis         | USA                 | 8,30 / +2,2               | –                         | –                         | 8,30 w       |
| 2     | Antonio Corgos     | Spanien             | 8,02 / +1,5               | –                         | –                         | 8,0200       |
| 3     | Gary Honey         | Australien          | 7,93 / −1,5               | –                         | –                         | 7,9300       |
| 4     | Joey Wells         | Bahamas             | x                         | 7,92 / +1,8               | –                         | 7,9200       |
| 5     | Mike McRae         | USA                 | 7,70 / −0,1               | 7,50 / −0,7               | 7,89 / −0,8               | 7,8900       |
| 6     | Kim Jong-il        | Südkorea            | x                         | 7,67 / −2,5               | 7,86 / +0,1               | 7,8600       |
| 7     | Liu Yuhuang        | Volksrepublik China | 7,83 / −1,7               | x                         | 7,73 / +0,2               | 7,8300       |
| 8     | Nenad Stekić       | Jugoslawien         | 7,60 / −0,4               | 7,41 / −1,3               | 7,45 / 0,2                | 7,6000       |
| 9     | Moses Kiyai        | Kenia               | x                         | 7,51 / −0,8               | x                         | 7,5100       |
| 10    | Wang Shijie        | Volksrepublik China | x                         | 7,22 / +0,5               | 7,36 / +0,4               | 7,3600       |
| 11    | Lee Fu-an          | Chinesisch Taipeh   | 7,23 / +0,9               | 6,96 / −0,6               | 6,82 / −0,7               | 7,2300       |
| 12    | Kristján Harðarson | Island              | x                         | 7,09 / −0,5               | 6,93 / −2,4               | 7,0900       |
| 13    | Fidel Solórzano    | Ecuador             | 6,93 / −1,8               | 6,84 / +0,3               | 6,90 / −1,0               | 6,9300       |
| 14    | Abdoulaye Traoré   | Mali                | 6,92 / −0,7               | 6,36 / +1,3               | 6,60 / +0,3               | 6,9200       |
| 15    | Bilanday Bodjona   | Togo                | 6,82 / +0,3               | 6,70 / −0,7               | 6,75 / +0,2               | 6,8200       |
| 16    | Ghabi Issa Khouri  | Libanon             | 6,25 / −1,4               | x                         | 6,80 / −1,3               | 6,8000       |
| DNS   | Paul Emordi        | Nigeria             |                           |                           |                           |              |

### Gruppe B
| Platz | Name                  | Nation                       | 1. Versuch (m) Wind (m/s) | 2. Versuch (m) Wind (m/s) | 3. Versuch (m) Wind (m/s) | Resultat (m) |
| 1     | Larry Myricks         | USA                          | 7,80 / −0,8               | 8,02 / −1,2               | –                         | 8,0200       |
| 2     | Jun’ichi Usui         | Japan                        | 7,62 / −1,5               | 8,02 / +1,8               | –                         | 8,0200       |
| 3     | Giovanni Evangelisti  | Italien                      | 7,94 / −0,6               | –                         | –                         | 7,9400       |
| 4     | Yusuf Alli            | Nigeria                      | 7,65 / −1,5               | 7,43 / −2,0               | 7,82 / −1,3               | 7,8200       |
| 5     | Joshua Kio            | Nigeria                      | x                         | 7,76 / −2,2               | x                         | 7,7600       |
| 6     | René Gloor            | Schweiz                      | 7,57 / −1,2               | 7,71 / −1,1               | 7,58 / +2,8               | 7,7100       |
| 7     | Lester Benjamin       | Antigua und Barbuda          | x                         | 7,44 / −1,3               | 7,57 / −2,0               | 7,5700       |
| 8     | Kémobé Djirmassal     | Tschad                       | 7,01 / −2,8               | 7,11 / −0,4               | 7,51 / −0,9               | 7,5100       |
| 9     | Lyndon Sands          | Bahamas                      | 7,32 / +0,8               | 5,95 / −3,5               | 7,22 / −1,3               | 7,3200       |
| 10    | Steve Hanna           | Bahamas                      | 6,97 / +0,2               | 2,36 / −2,4               | 7,10 / −0,3               | 7,1000       |
| 11    | Shahad Mubarak        | Vereinigte Arabische Emirate | 6,98 / −1,2               | x                         | –                         | 6,9800       |
| 12    | Oscar Diesel          | Paraguay                     | 6,45 / −1,3               | 6,78 / +4,4               | 6,73 / −0,8               | 6,78 w       |
| 13    | Ernest Tché-Noubossie | Kamerun                      | 6,76 / −4,0               | 6,57 / +3,3               | 6,52 / +0,5               | 6,7600       |
| 14    | Dimitrios Araouzos    | Zypern                       | x                         | x                         | 5,67 / +4,4               | 5,67 w       |
| NM    | Steve Walsh           | Neuseeland                   | x                         | x                         | x                         | ogV00        |
| DNS   | Ronald Desruelles     | Belgien                      |                           |                           |                           |              |
| DNS   | Francis Dodoo         | Ghana                        |                           |                           |                           |              |

## Finale

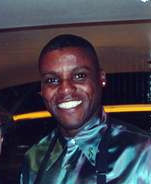
Carl Lewis gewann seine zweite von vier Goldmedaillen hier in Los Angeles

Datum: 5. August 1984
| Platz | Name                 | Nation              | 1. Versuch (m) Wind (m/s) | 2. Versuch (m) Wind (m/s) | 3. Versuch (m) Wind (m/s) | 4. Versuch (m) Wind (m/s)                | 5. Versuch (m) Wind (m/s)                | 6. Versuch (m) Wind (m/s)                | Resultat (m) |
| 1     | Carl Lewis           | USA                 | 8,54 / −1,6               | x                         | –                         | –                                        | –                                        | –                                        | 8,54         |
| 2     | Gary Honey           | Australien          | 7,97 / −1,4               | 7,92 / +0,8               | 8,18 / −0,7               | 7,92 / −1,8                              | x                                        | 8,24 / −0,8                              | 8,24         |
| 3     | Giovanni Evangelisti | Italien             | 8,09 / −0,7               | 7,94 / −0,8               | 7,90 / −1,2               | x                                        | x                                        | 8,24 / −0,7                              | 8,24         |
| 4     | Larry Myricks        | USA                 | 8,06 / −1,2               | 7,99 / −0,4               | x                         | 8,00 / +0,6                              | 8,16 / +1,8                              | 6,28 / −0,8                              | 8,16         |
| 5     | Liu Yuhuang          | Volksrepublik China | x                         | 7,66 / −1,2               | 7,89 / −0,8               | 7,65 / +0,1                              | 7,60 / −0,6                              | 7,99 / +0,6                              | 7,99         |
| 6     | Joey Wells           | Bahamas             | 7,97 / −0,8               | x                         | x                         | r                                        |                                          |                                          | 7,97         |
| 7     | Jun’ichi Usui        | Japan               | 7,63 / −2,6               | 7,82 / −0,6               | 7,87 / −1,8               | 7,72 / −1,8                              | 7,09 / +0,2                              | –                                        | 7,87         |
| 8     | Kim Jong-il          | Südkorea            | 7,76 / +0,6               | 7,81 / −0,2               | 7,77 / −1,2               | x                                        | 7,59 / −1,1                              | x                                        | 7,81         |
|       |                      |                     |                           |                           |                           |                                          |                                          |                                          |              |
| 9     | Yusuf Alli           | Nigeria             | 7,67 / −0,7               | 7,78 / −0,8               | 7,72 / −0,2               | nicht im Finale der besten acht Springer | nicht im Finale der besten acht Springer | nicht im Finale der besten acht Springer | 7,78         |
| 10    | Antonio Corgos       | Spanien             | 7,44 / +1,8               | 7,50 / +0,2               | 7,69 / −1,1               | nicht im Finale der besten acht Springer | nicht im Finale der besten acht Springer | nicht im Finale der besten acht Springer | 7,69         |
| 11    | Mike McRae           | USA                 | x                         | 7,63 / +0,6               | 7,45 / −0,6               | nicht im Finale der besten acht Springer | nicht im Finale der besten acht Springer | nicht im Finale der besten acht Springer | 7,63         |
| 12    | Joshua Kio           | Nigeria             | x                         | 7,57 / −0,9               | x                         | nicht im Finale der besten acht Springer | nicht im Finale der besten acht Springer | nicht im Finale der besten acht Springer | 7,57         |

Für das Finale hatten sich zwölf Springer qualifiziert, von denen sieben die Qualifikationsweite erreicht hatten. Neben allen drei US-Athleten waren auch zwei Nigerianer im Finale dabei. Hinzu kamen ein Springer von den Bahamas und jeweils ein Teilnehmer aus Italien, Spanien, China, Japan, Australien und Südkorea. Jeder Springer hatte zunächst drei Versuche. Die besten acht Athleten konnten dann weitere drei Sprünge absolvieren.
Topfavorit auf die Goldmedaille war Carl Lewis. Sein großes Ziel bestand darin, in Los Angeles vier Goldmedaillen (100 m, 200 m, Weitsprung und 4 × 100-m-Staffel) zu gewinnen und es damit seinem Vorbild Jesse Owens gleichzutun, der dies bei den Olympischen Spielen 1936 in Berlin geschafft hatte. Den ersten Schritt hatte Lewis mit seinem Sieg 100 Meter getan, nun ging es weiter mit dem Weitsprung. Sein größter Herausforderer war Teamkamerad Larry Myricks. Aus dem Bereich der Nationen, die in diesem Jahr die Spiele boykottierten, fehlte vor allem Lutz Dombrowski aus der DDR. Er war 1980 Olympiasieger und 1982 Europameister geworden.
Lewis gelangen gleich im ersten Versuch 8,54 m. Er hatte damit exakt dieselbe Weite erzielt wie Lutz Dombrowski als Olympiasieger von 1980. Damit führte Lewis vor dem Italiener Giovanni Evangelisti und Myricks. Nach einem Fehlversuch trat Lewis zu den folgenden vier Sprüngen nicht mehr an, sondern verfolgte das Geschehen, um sich für das später stattfindende Viertelfinale im 200-Meter-Lauf zu schonen. Für ihn war klar, dass seine Weite in diesem Wettkampf die größte bleiben würde. Die Zuschauer jedoch nahmen ihm sein Verhalten übel, zumal Lewis zu größeren Weiten fähig war, und buhten ihn in der Folgezeit aus.
Der Australier Gary Honey sprang im dritten Durchgang 8,18 m und zog damit an den bis dahin vor ihm platzierten Evangelisti und Myricks vorbei auf den zweiten Platz. In der fünften Runde erreichte Myricks 8,16 m und hatte damit einen Medaillenrang zunächst einmal zurückerobert. Doch der letzte Versuch brachte noch einmal eine Wende. Honey und Evangelisti sprangen beide auf 8,24 m, damit fiel Myricks wieder auf Platz vier zurück. Honey gewann die Silbermedaille auf Grund seiner besseren zweitbesten Weite – 8,18 m gegenüber 8,09 m von Evangelisti.
Carl Lewis gewann seine zweite Goldmedaille in Los Angeles. Im 20. olympischen Finale war es der 17. US-Sieg.

Giovanni Evangelisti gewann die erste italienische Medaille im Weitsprung.

## Videolinks
- 1984 Olympic Games Men's Long Jump, youtube.com, abgerufen am 12. Januar 2018
- Olympics - 1984 - L A Games - Track & Field - Mens Long Jump - Featuring USA Carl Lewis - 1st Jump, youtube.com, abgerufen am 11. November 2021